# Triumf

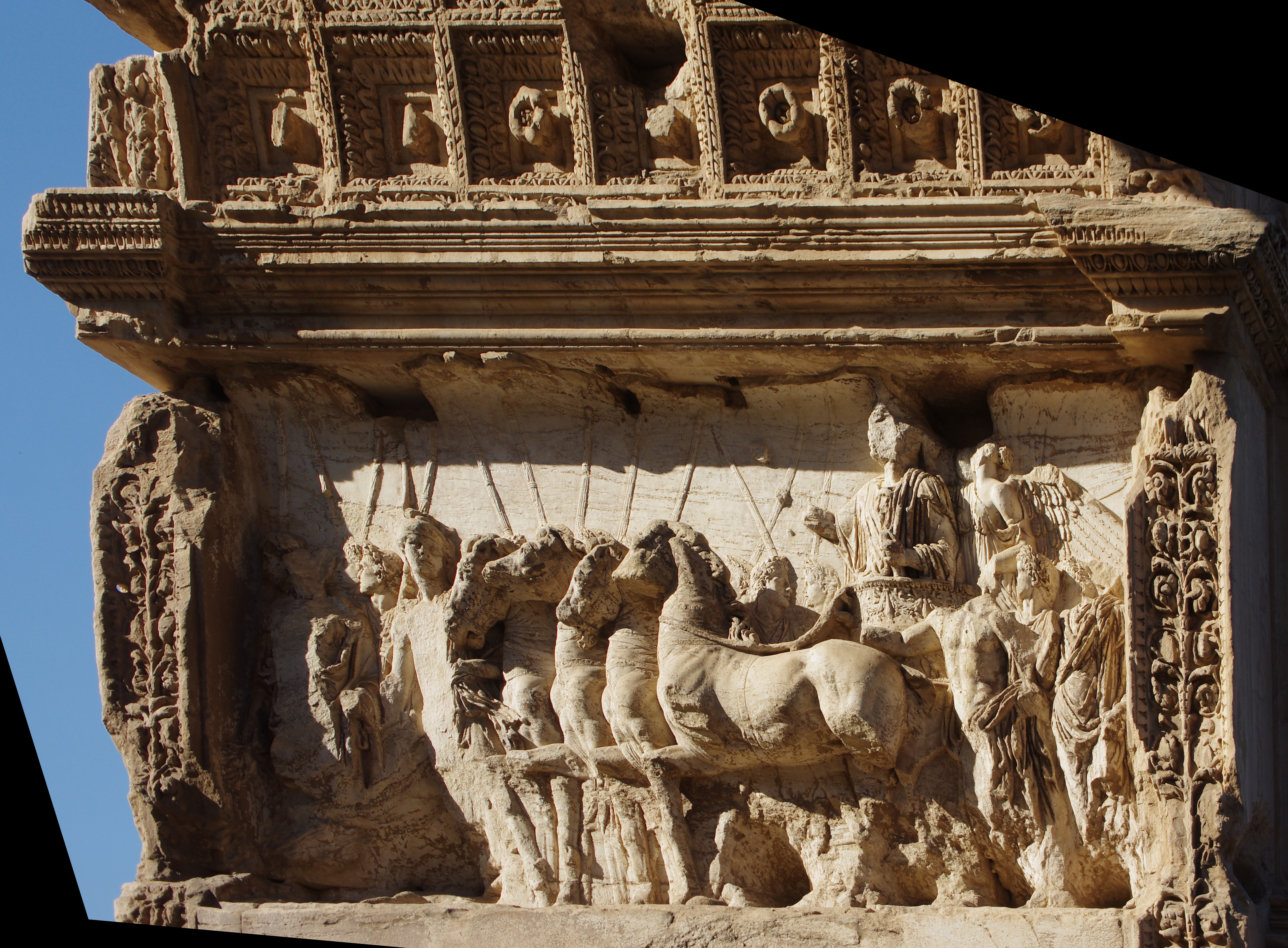
Titův oblouk: Titův triumfální reliéf

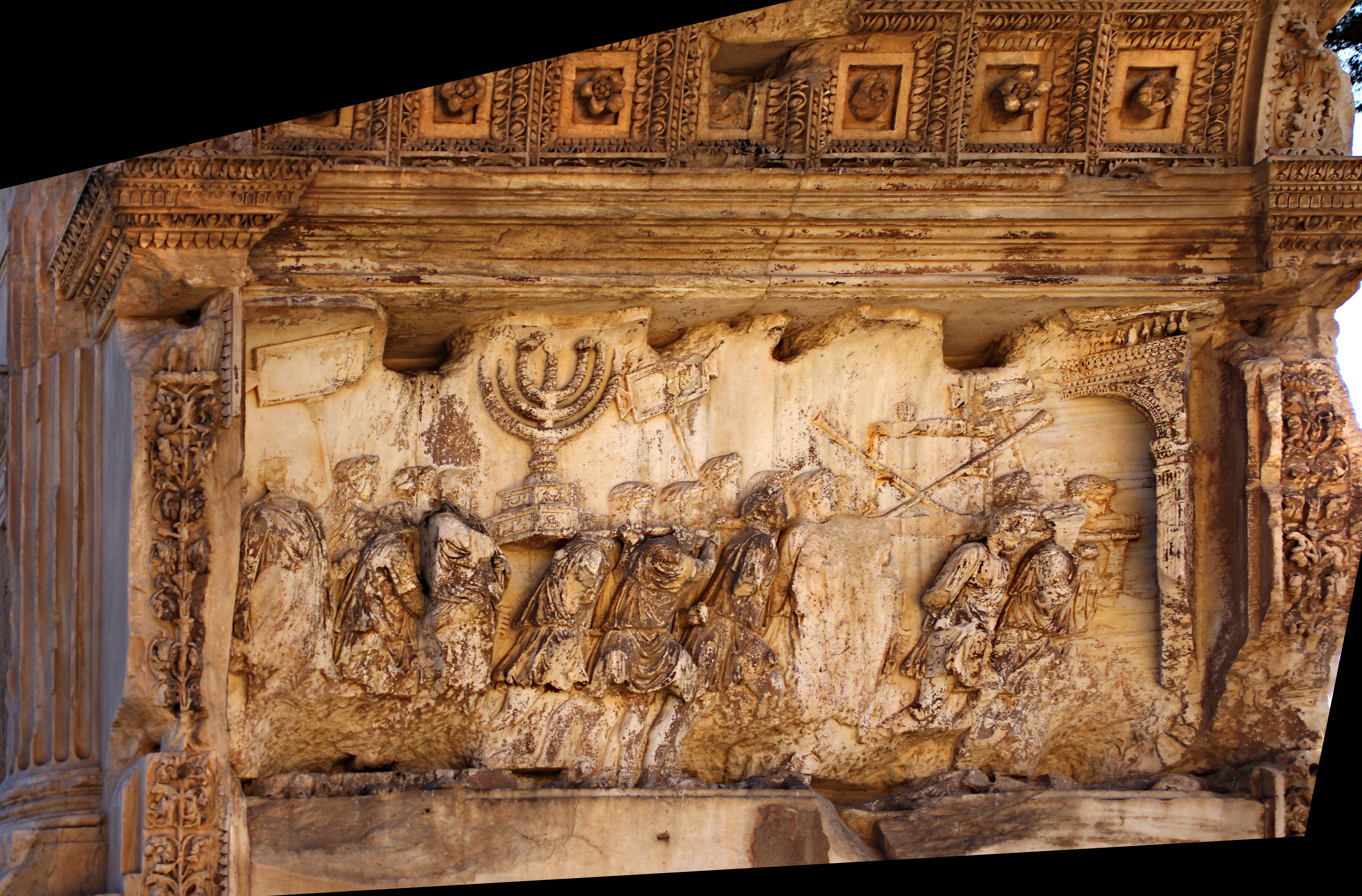
V této části Titova triumfálního průvodu (z Titova oblouku v Římě) jsou římskému lidu představeny poklady židovského chrámu v Jeruzalémě – také i menora.

Triumf (latinsky triumphus) byla veřejná oslava konaná ve starověkém Římě na počest vítězného vojevůdce. Senát v období římské republiky přiznával tuto poctu veliteli, který dosáhl velkého vojenského vítězství vedoucího k završení války a jehož provolalo vojsko na bitevním poli imperátorem. Vítězství muselo být vybojováno ve spravedlivé válce (bellum iustum) a v rozhodující bitvě muselo padnout alespoň 5000 nepřátel. Triumf mohl být přiznán jen nejvyšším magistrátům, jimž náleželo imperium. V dobách římské říše byl vyhrazen osobě císaře a zpočátku také jeho nejbližším příbuzným. Vítězní vojevůdci bývali odměňováni nižší formou triumfu nazývanou ovace (ovatio), případně obdrželi triumfální odznaky (ornamenta triumphalia).

## Vliv

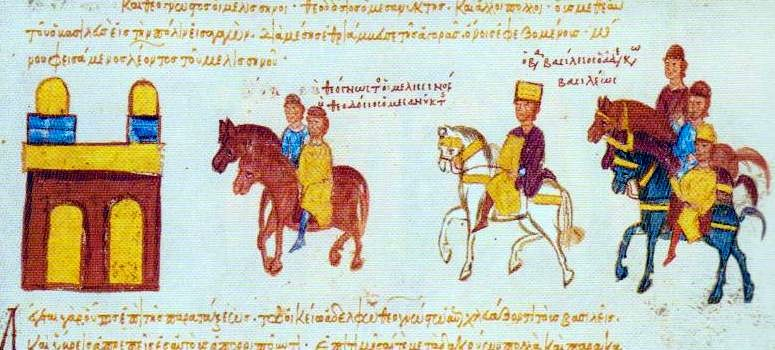
Miniaturní zobrazení triumfálního průvodu císaře Basileia II. přes Konstantinopolské fórum, z Madrid Skylitzes

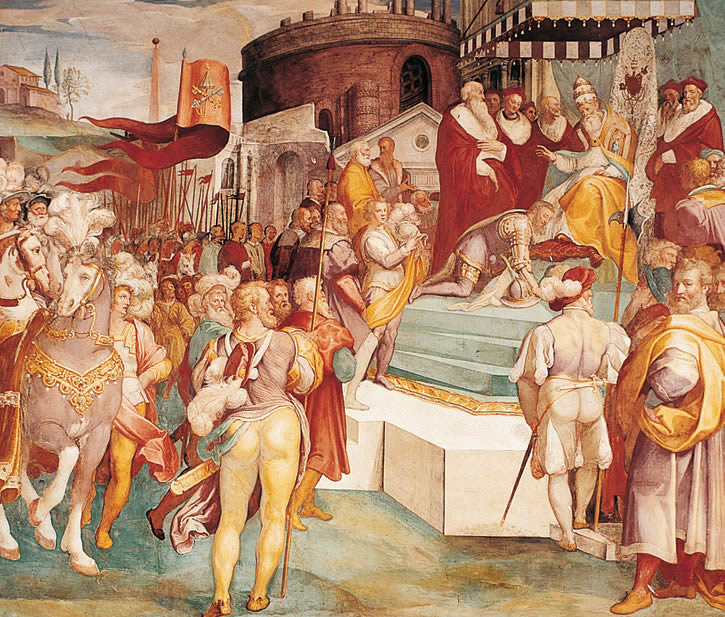
Karel V. oznamuje dobytí Tunisu papeži Pavlu III., jak je zachyceno v anonymní tapisérii ze 16. století

Během renesance hledali králové a magnáti vznešené spojení s klasickou minulostí. Ghibellinský Castruccio Castracani porazil síly guelfské Florencie v bitvě u Altopascia roku 1325. Císař Svaté říše římské Ludvík IV. ho jmenoval vévodou z Luccy a město mu připravilo triumf v římském stylu. Průvod vedli jeho florentští zajatci, kteří nesli svíce na počest lucckého patrona. Castracani je následoval, stojící v ozdobném voze. Mezi jeho kořist patřil florentský přenosný oltář na kolech, tzv. carroccio.
Flavio Biondo a jeho dílo Roma Triumphans (1459) prohlašovalo starověký římský triumf, zbavený pohanských rituálů, za oprávněné dědictví císařů Svaté říše římské. Italský básník Francesco Petrarca ve svém díle Triumfy (I triomfi) prezentoval triumfální témata a biografie ze starověkých římských textů jako ideály kultivované a ctnostné vlády. Toto dílo mělo značný vliv a bylo široce čteno. Andrea Mantegna vytvořil sérii velkých maleb Triumfy Caesara (1484–1492, nyní v Hampton Court Palace), která se okamžitě stala slavnou a byla často kopírována v podobě tisků. Triumfální průvod (1512–1519), objednaný císařem Svaté říše římské Maxmiliánem I., byl sérií dřevorytů od skupiny umělců včetně Albrechta Dürera. Zobrazoval imaginární Maxmiliánův triumf a mohl být zavěšen jako 54 metrů dlouhá frýza.
V 50. letech 16. století byly objeveny fragmenty Fasti Triumphales a částečně obnoveny. Onofrio Panvinio ve svých Fasti navázal tam, kde starověké Fasti skončily. Poslední triumf zaznamenaný Panviniem byla slavnostní jízda císaře Svaté říše římské Karla V. do Říma 5. dubna 1536 po jeho dobytí Tunisu v roce 1535. Panvinio ji popsal jako římský triumf „nad nevěřícími.“ Císař prošel tradiční starověkou trasou „kolem ruin triumfálních oblouků vojevůdců starověkého Říma“, kde „herci převlečení za starověké senátory zdravili návrat nového Caesara jako miles christi“ (vojáka Kristova).
Okázalý triumfální vstup Jindřicha II. Francouzského do Rouenu roku 1550 nebyl podle soudobých svědků „méně příjemný a rozkošný než třetí triumf Pompeia... velkolepý v bohatství a oplývající kořistí z cizích zemí.“ Triumfální oblouk postavený pro slavnostní vstup Ludvíka XIII. do Paříže v roce 1628 nesl zobrazení Pompeia.